# سید قاسم زمانی
سید قاسم زمانی (زادهٔ ۵ شهریور ۱۳۴۶) استاد تمام گروه حقوق عمومی و بین‌الملل دانشکدهٔ حقوق و علوم سیاسی دانشگاه علامه طباطبائی و از استادان در رشتهٔ حقوق بین‌الملل و حقوق بشر است.
کتاب‌های «حقوق بین‌الملل»، «حقوق بین‌الملل اقتصادی»، «گفتارهایی در حقوق بین‌الملل بشر» و «حقوق سازمان‌های بین‌المللی (دو جلدی)» او به عنوان کتاب‌های درسی در دوره‌های کارشناسی و و کارشناسی ارشد معرفی شده‌اند.

## تحصیلات
سید قاسم زمانی تحصیلات خود را تا مقطع دیپلم در شهرستان گرمسار (روستای داورآباد) گذراند. سپس دورهٔ کارشناسی حقوق را در دانشکدهٔ حقوق و علوم سیاسی دانشگاه تهران در سال ۱۳۶۹ به پایان برده و سپس برای دورهٔ کارشناسی ارشد وارد دانشگاه شهید بهشتی می‌شود. او پس از پایان دورهٔ کارشناسی ارشد در رشتهٔ حقوق بین‌الملل در سال ۱۳۷۳ برای تحصیل دکترا به دانشگاه آزاد واحد علوم تحقیقات رفته و در سال ۱۳۷۹ در رشته حقوق بین‌الملل از این دانشگاه مدرک دکترای خویش را اخذ می‌کند. وی نخستین فارغ‌التحصیل دکترای حقوق بین‌الملل در ایران است.

## سوابق اجرایی و کاری
معاون آموزشی و تحصیلات تکمیلی، دانشگاه علامه طباطبائی
معاون دانشکدهٔ حقوق و علوم سیاسی، دانشگاه علامه طباطبائی
مدیر تحصیلات تکمیلی دانشگاه علامه طباطبائی
مدیر گروه حقوق عمومی و بین‌الملل دانشگاه علامه طباطبایی
عضو کانون وکلای دادگستری مرکز (از سال ۱۳۸۰ تاکنون)
معاون پژوهشی مؤسسهٔ مطالعات و پژوهش‌های حقوقی شهردانش
عضو شورای تدوین نقشهٔ جامع علمی کشور در حوزهٔ علوم اجتماعی،
عضو کمیتهٔ تخصصی حقوق عمومی و حقوق بشر در شورای تحصیلات تکمیلی دانشکدهٔ حقوق و علوم سیاسی دانشگاه علامه طباطبائی
عضو شورای تحصیلات تکمیلی دانشگاه علامه طباطبائی
عضو هیئت ممیزه دانشگاه علامه طباطبائی از سال ۱۳۹۸ تاکنون

## فعالیت‌های علمی
دکتر زمانی پس از فراغت از تحصیل به عضویت هیئت علمی دانشگاه علامه طباطبائی درآمده و در دانشکدهٔ حقوق و علوم سیاسی دانشگاه علامه طباطبایی به تدریس حقوق بین‌الملل و حقوق بشر مشغول می‌شود. وی به همراه محمد محمدی گرگانی، محمد شریف از بنیانگذاران رشتهٔ حقوق بشر در دانشکدهٔ حقوق و علوم سیاسی دانشگاه علامه طباطبایی شمرده می‌شوند.
او سابقهٔ تدریس در دانشگاه‌های آزاد واحد دامغان و پیشوای ورامین، دانشگاه ابوعلی سینای همدان و مجتمع آموزشی و پژوهشی امام خمینی قم، دانشگاه علوم اسلامی رضوی مشهد، دانشگاه تهران، دانشگاه شهید بهشتی و دانشگاه تربیت مدرس را دارد. وی همچنین عضو کانون وکلای دادگستری تهران و از داوران اتاق بازرگانی و مرکز داوری اتاق ایران است.
دکتر سید قاسم زمانی در چهارمین دورهٔ فعالیت انجمن ایرانی مطالعات سازمان ملل متحد (۱۳۹۲–۱۳۹۵) دبیرکل این مجموعه بوده و در حال حاضر مسوولیت بازرس را در این مجموعه عهده‌دار می‌باشد.
او سردبیری نشریه علمی- پژوهشی مجله حقوقی بین‌المللی و مجله پژوهشهای حقوقی را نیز بر عهده دارد.
سید قاسم زمانی راهنمایی بیش از ۳۰۰ پایان‌نامهٔ کارشناسی ارشد و ۱۰۰ رسالهٔ دکتری در رشتهٔ حقوق بین‌الملل، حقوق بشر و … در دانشگاه‌های علامه طباطبائی، تهران، شهید بهشتی، پیام نور، دانشگاه آزاد اسلامی، دانشگاه علوم اسلامی رضوی و … را برعهده داشته و دارد.

## جوایز
حقوق بین‌الملل و کاربرد سلاحهای شیمیایی در جنگ تحمیلی عراق علیه ایران، بنیاد حفظ آثار و ارزشهای دفاع مقدس، ۱۳۷۶(رتبه اول چهارمین دوره انتخاب بهترین کتاب دفاع مقدس در سال ۱۳۷۸)
تأملی بر رعایت حقوق بی‌طرفی در جنگ تحمیلی عراق علیه ایران، مؤسسه مطالعات و پژوهشهای حقوقی شهردانش، ۱۳۸۰(تقدیرشده در هفتمین دوره انتخاب بهترین کتاب دفاع مقدس در سال ۱۳۸۱)
کتاب حقوق سازمان‌های بین‌المللی (شخصیت، مسئولیت و مصونیت) (کتاب برتر سال)، ملی، ۱۳۸۴
حقوق بین‌الملل اقتصادی، کتاب سال دانشجویی ۱۳۷۹
مؤلف برتر دانشکدهٔ حقوق و علوم سیاسی دانشگاه علامه طباطبایی در سال تحصیلی ۱۳۸۵-،۱۳۸۴—کتاب حقوق سازمان‌های بین‌المللی: شخصیت، مسؤولیت، مصونیت، مؤسسهٔ مطالعات و پژوهش‌های حقوقی شهردانش، ۱۳۸۴

## کتاب‌ها و مقالات
قاسم زمانی بیش از ۴۰ کتاب ترجمه و تألیف کرده و نزدیک به یک صد و سی مقاله در زمینه‌های مختلف حقوق از او در مجلات منتشر شده است.

### تألیفات
۱. حقوق بین‌الملل و کاربرد سلاح‌های شیمیایی در جنگ تحمیلی عراق علیه ایران، (رتبهٔ اول چهارمین دورهٔ انتخاب بهترین کتاب دفاع مقدس در سال ۱۳۷۸)، بنیاد حفظ آثار و ارزش‌های دفاع مقدس، ۱۳۷۶
۲. نظام امنیت جمعی سازمان ملل متحد و تجاوز رژیم عراق به جمهوری اسلامی ایران، بنیاد حفظ آثار و ارزش‌های دفاع مقدس، ۱۳۷۸
۳. تأملی بر رعایت حقوق بی‌طرفی در جنگ تحمیلی عراق علیه ایران، (تقدیرشده در هفتمین دورهٔ انتخاب بهترین کتاب دفاع مقدس در سال ۱۳۸۱)، مؤسسهٔ مطالعات و پژوهش‌های حقوقی شهردانش، ۱۳۸۰
۴. حقوق بین‌الملل و پخش مستقیم برنامه‌های ماهواره‌ای مؤسسهٔ انتشارات سروش، ۱۳۸۰
۵. چالش‌های حقوقی پخش مستقیم برنامه‌ای ماهواره‌ای در نظام‌های ملی و بین‌المللی (کار گروهی)، مؤسسهٔ انتشارات سروش، ۱۳۸۰
۶. حقوق بشردوستانه بین‌المللی: اشغال سرزمین‌های ایران در جنگ تحمیلی، مؤسسهٔ مطالعات و پژوهش‌های حقوقی شهردانش، ۱۳۸۱
۷. پخش مستقیم ماهواره‌ای در قرن بیست‌ویکم (کار گروهی)، مؤسسهٔ انتشارات سروش، ۱۳۸۱
۸. حقوق سازمان‌های بین‌المللی: شخصیت، مسؤولیت، مصونیت، مؤسسهٔ مطالعات و پژوهش‌های حقوقی شهردانش، ۱۳۸۴
۹. حقوق محیط‌زیست (نظریه‌ها و رویه‌ها)، مجموعه مقالات، دفتر حقوقی و امور مجلس سازمان حفاظت محیط زیست، انتشارات خرسندی، ۱۳۸۸
۱۰. فلسطین و حقوق بین‌الملل معاصر، به اهتمام دکتر نادر ساعد، انتشارات مجد، ۱۳۸۹--- Gaza and International Law, Ed by Nader Saed, Islamic World Peace Forum, ۲۰۱۰.
۱۱. غزه، جامعهٔ جهانی و حقوق بین‌الملل، بررسی ابعاد حملهٔ اسرائیل به کاروان آزادی، به اهتمام دکتر صابر نیاورانی، مؤسسهٔ همشهری، ۱۳۸۹
۱۲. جمهوری اسلامی ایران و دیوان کیفری بین‌المللی، مجمع تشخیص مصلحت نظام، مرکز تحقیقات استراتژیک، ۱۳۹۰
۱۳. سوریه در آئینهٔ حقوق بین‌الملل توسل به زور، با همکاری سورنا زمانیان، انتشارات خرسندی، ۱۳۹۶
۱۴. حقوق سازمان‌های بین‌المللی، جلد یک و دو، مؤسسهٔ مطالعات و پژوهش‌های حقوقی شهردانش، ۱۳۹۴
۱۵. مجموعه مقالات همایش «نقش مجمع عمومی سازمان ملل متحد در تدوین و توسعهٔ تدریجی حقوق بین‌الملل، انجمن ایرانی مطالعات سازمان ملل متحد، ۱۳۹۱
۱۶. مجموعه مقالات حقوق بشردوستانه و نیروهای مسلح، همایش ۹ بهمن ۱۳۹۰، وزارت دفاع و پشتیبانی نیروهای مسلح، جمعیت هلال احمر و دانشگاه مالک اشتر، ۱۳۹۱
۱۷. جامعهٔ بین‌المللی و حقوق بین‌الملل در قرن بیست و یکم: مجموعه مقالات اهدائی به استاد دکتر محمدرضا ضیائی‌بیگدلی، مؤسسهٔ مطالعات و پژوهش‌های حقوقی شهردانش‏، ۱۳۹۲
۱۸. مجموعه مقالات همایش ابعاد حقوقی تحریم‌های بین‌المللی شورای امنیت، به اهتمام دکتر مهدی مؤمنی، مجمع علمی و فرهنگی مجد، ۱۳۹۲
۱۹. مجموعه مقالات همایش حمایت از اموال فرهنگی و تاریخی در حقوق بین‌الملل، مؤسسهٔ مطالعات و پژوهش‌های حقوقی شهردانش، ۱۳۹۲
۲۰. صد مقاله از صد وکیل، جلد دوم، به کوشش کمیسیون روابط عمومی کانون وکلای دادگستری مرکز، با همکاری فرید رفعت خو، نشر روان، ۱۳۹۲
۲۱. حقوق تجارت در عصر جهانی شدن، مجموعه مقالات اهدایی به دکتر بهروز اخلاقی، مؤسسهٔ مطالعات و پژوهش‌های حقوقی شهردانش، ۱۳۹۳
۲۲. با قافلهٔ عدالت، یادنامهٔ دکتر ناصر کاتوزیان، به اهتمام دکتر ابراهیم شعاریان، انتشارات ستوده، ۱۳۹۳
۲۳. مجموعه مقالات همایش «مصونیت در حقوق بین‌الملل»، به اهتمام محسن عبداللهی، انتشارات گنج دانش، ۱۳۹۴
۲۴. The Need for International Judicial Review of UN Economic Sanctions. , S. Ghasem Zamani and Jamshid Mazaheri in Ali Z. Marossi · Marisa R. Bassett (Editors) Economic Sanctions under International Law Unilateralism, Multilateralism, Legitimacy, and Consequences, T.M.C.Asser press & Springer, 2015
۲۵. بیست و یک گفتار در حقوق بین‌الملل بشر (مجموعه مقالات منتشره)، سیدقاسم زمانی و همکاران، انتشارات خرسندی، ۱۳۹۵
۲۶. مأمن قافلهٔ دل و دانش: گزیدهٔ اندیشه‌های حقوقی، تقدیمی به استاد فرزانه جناب آقای دکتر حسنعلی درودیان، به کوشش لعیا جنیدی و علیرضا مسعودی، شرکت سهامی انتشار، ۱۳۹۵
۲۷. احقاق حقوق قربانیان کاربرد سلاح‌های شیمیایی در جنگ عراق با ایران در مراجع ملی و بین‌المللی، مجموعه مقالات همایش بین‌المللی، دانشگاه علامه طباطبایی، ۲۶ و ۲۷ بهمن ماه ۱۳۹۳، مؤسسهٔ مطالعات و پژوهش‌های حقوقی شهردانش، ۱۳۹۶
۲۸. مجموعه مقالات همایش هفتادمین سالگرد تأسیس سازمان ملل متحد، همایش سالیانهٔ انجمن ایرانی مطالعات سازمان ملل متحد، ادارهٔ نشر وزارت امور خارجه، ۱۳۹۶
۲۹. مجموعه مقالات همایش حقوق بین‌الملل و بازی‌های رایانه‌ای، ۲۸ و ۲۹ اردیبهشت ۱۳۹۵، به اهتمام علیرضا رنجبر، بنیاد حقوقی میزان، ۱۳۹۸
۳۰. حقوق سازمان‌های بین‌المللی، جلد اول و دوم، مؤسسه مطالعات و پژوهشهای حقوقی شهر دانش، ۱۳۹۹/۰۷/۰۱
۳۱. حکومت قانون در ترازوی دیوان کیفری بین‌المللی، مؤلف دوم :عبدالمالکی مهدی، مجمع علمی و فرهنگی مجد، ۱۳۹۹/۰۹/۰۱
۳۲. ترور سردار قاسم سلیمانی در محک شورای حقوق بشر سازمان ملل متحد، با همکاری لیلا سلمانی، مؤسسه مطالعات و پژوهشهای حقوقی شهردانش، ۱۴۰۰
۳۳. گفتارهایی در حقوق بین‌الملل بشر، انتشارات خرسندی، ۱۴۰۰
Ghasem Zamani & Aramesh Shahbazi, International & Regional Organizations, in Encyclopedia of Public International Law in Asia, Central and .South Asia, Brill & Nijhoff, 2021, pp. 462-469.

### ترجمه
۱. حقوق بین‌الملل اقتصادی (ترجمه و تحقیق)، چاپ اول، مؤسسهٔ مطالعات و پژوهش‌های حقوقی شهردانش، ۱۳۷۹ (اثر برگزیدهٔ (رتبهٔ اول) هشتمین دورهٔ کتاب سال دانشجویی، آبان)۱۳۷۹
۲.     انتخابات آزاد و منصفانه در حقوق و رویهٔ بین‌المللی (با همکاری دکتر سید جمال سیفی) مؤسسهٔ مطالعات و پژوهش‌های حقوقی شهردانش، ۱۳۷۹
۳. حقوق بین‌الملل، (با همکاری مهناز بهراملو)، مؤسسهٔ مطالعات و پژوهش‌های حقوقی شهردانش، ۱۳۸۲
۴. تروریسم: تاریخ، گفتمان، جامعه‌شناسی، حقوق (کار گروهی)، نشر نی، ۱۳۸۲
۵. کاربرد اینترنت در حقوق، (با همکاری مهناز بهراملو)، نشر میزان، ۱۳۸۳
۶. تروریسم: تاریخ، گفتمان، جامعه‌شناسی، حقوق (کار گروهی)، نشر نی، چاپ دوم، ۱۳۸۴
۷. مجموعه اسناد بین‌المللی حقوق بشر، جلد دوم، قسمت اول، اسناد منطقه‌ای، با همکاری دکتر اردشیر امیرارجمند، محسن میرمحمد صادقی، دکتر مرتضی زهرایی، صابر نیاورانی، محمد کاکاوند، انتشارات جنگل، ۱۳۸۵
۸. حقوق بشر و اینترنت، (ترجمه و تحقیق)، (با همکاری مهناز بهراملو)، انتشارات خرسندی، ۱۳۸۶
۹. نهادها و سازوکارهای منطقه‌ای حمایت از حقوق بشر، (تدوین و ترجمه)، با همکاری امیرساعد وکیل و پوریا عسکری، مؤسسهٔ مطالعات و پژوهش‌های حقوقی شهردانش، ۱۳۸۶
۱۰. تروریسم و حقوق بین‌الملل، کار گروهی، مؤسسهٔ مطالعات اندیشه‌سازان نور، ۱۳۸۶
۱۱. حقوق بشردوستانه در مخاصمات مسلحانه، با همکاری دکتر نادر ساعد و دیگران، مؤسسهٔ مطالعات و پژوهش‌های حقوقی شهردانش، ۱۳۸۷
۱۲. آراء و نظرات مشورتی دیوان بین‌المللی دادگستری، کار گروهی، جلد اول، انتشارات دانشگاه علامه طباطبایی، ۱۳۸۷
۱۳. آراء و نظرات مشورتی دیوان بین‌المللی دادگستری، کار گروهی، جلد دوم، انتشارات دانشگاه علامه طباطبایی، ۱۳۸۸
۱۴. فرجام حقوق بین‌الملل: نوسان میان تکنیک و تدبیر، با همکاری سرکار خانم دکتر آرامش شهبازی، مؤسسهٔ مطالعات و پژوهش‌های حقوقی شهردانش، ۱۳۸۹
۱۵. اصول حقوق بین‌الملل سرمایه‌گذاری، با همکارس دکتر به‌آذین حسیبی، مؤسسهٔ مطالعات و پژوهش‌های حقوقی شهردانش، ۱۳۹۱
۱۶. حق‌های فرهنگی در حقوق بین‌الملل، با همکاری مناالسادات میرزاده، انتشارات خرسندی، ۱۳۹۲
۱۷. بازاندیشی در مالکیت فکری: اقتصاد سیاسی حمایت از کپی‌رایت در عصر دیجیتال، با همکاری مناالسادات میرزاده، مؤسسهٔ مطالعات و پژوهش‌های حقوقی شهر دانش با همکاری پژوهشگاه فرهنگ، هنر و ارتباطات، ۱۳۹۲
۱۸. آراء و نظرات مشورتی دیوان بین‌المللی دادگستری، کار گروهی، جلدسوم، انتشارات دانشگاه علامه طباطبایی، ۱۳۹۳
۱۹. آراء و نظرات مشورتی دیوان بین‌المللی دادگستری، کار گروهی، جلد چهارم، انتشارات دانشگاه علامه طباطبایی، ۱۳۹۳
۲۰. حقوق بین‌الملل، چاپ هشتم، (ترجمه و تحقیق)، (با همکاری مهناز بهراملو)، مؤسسهٔ مطالعات و پژوهش‌های حقوقی شهردانش، ۱۴۰۱
۲۱. میثاق بین‌المللی حقوق مدنی و سیاسی: دعاوی، آموزه‌ها، تفاسیر، (دو جلدی)، کار گروهی، شهر دانش، ۱۳۹۵
۲۲. بهداشت جهانی و حقوق بشر: چشم‌اندازهای حقوقی و فلسفی، ترجمه و تحقیق، با همکاری جلال صادقی، انتشارات خرسندی، ۱۳۹۵
۲۳. حقوق بین‌الملل اقتصادی، (ترجمه و تحقیق)، چاپ دهم، مؤسسهٔ مطالعات و پژوهش‌های حقوقی شهردانش، ۱۴۰۰
۲۴. تفسیر حقوق بشر در آئینهٔ نظریه‌های کمیتهٔ حقوق بشر سازمان ملل متحد، ترجمه و تحقیق، کار گروهی، مؤسسهٔ مطالعات و پژوهش‌های حقوقی شهردانش، ۱۳۹۷
۲۵. تفسیر حقوق کودک در آئینهٔ نظریه‌های کمیتهٔ حقوق کودک سازمان ملل متحد، ترجمه و تحقیق، کار گروهی، مؤسسهٔ مطالعات و پژوهش‌های حقوقی شهردانش، ۱۳۹۸
۲۶. نظام حقوق بشر سازمان ملل متحد، اندیشه تا اجراء، ترجمه و تحقیق: سید قاسم زمانی و امیرحسین محبعلی، انتشارات مجد، ۱۳۹۸
۲۷. حق‌های بنیادین در حقوق بین‌الملل و حقوق اروپایی، با همکاری ندا غفاری تبریزی، انتشارات خرسندی، ۱۳۹۸
۲۸. مقدمه حقوق بین‌الملل و اروپایی ورزش، با همکاری فراز شهلایی، انتشارات خرسندی، ۱۳۹۸